# Carybdea
Genre
Carybdea est un genre de cuboméduses de la famille des Carybdeidae.

## Caractéristiques

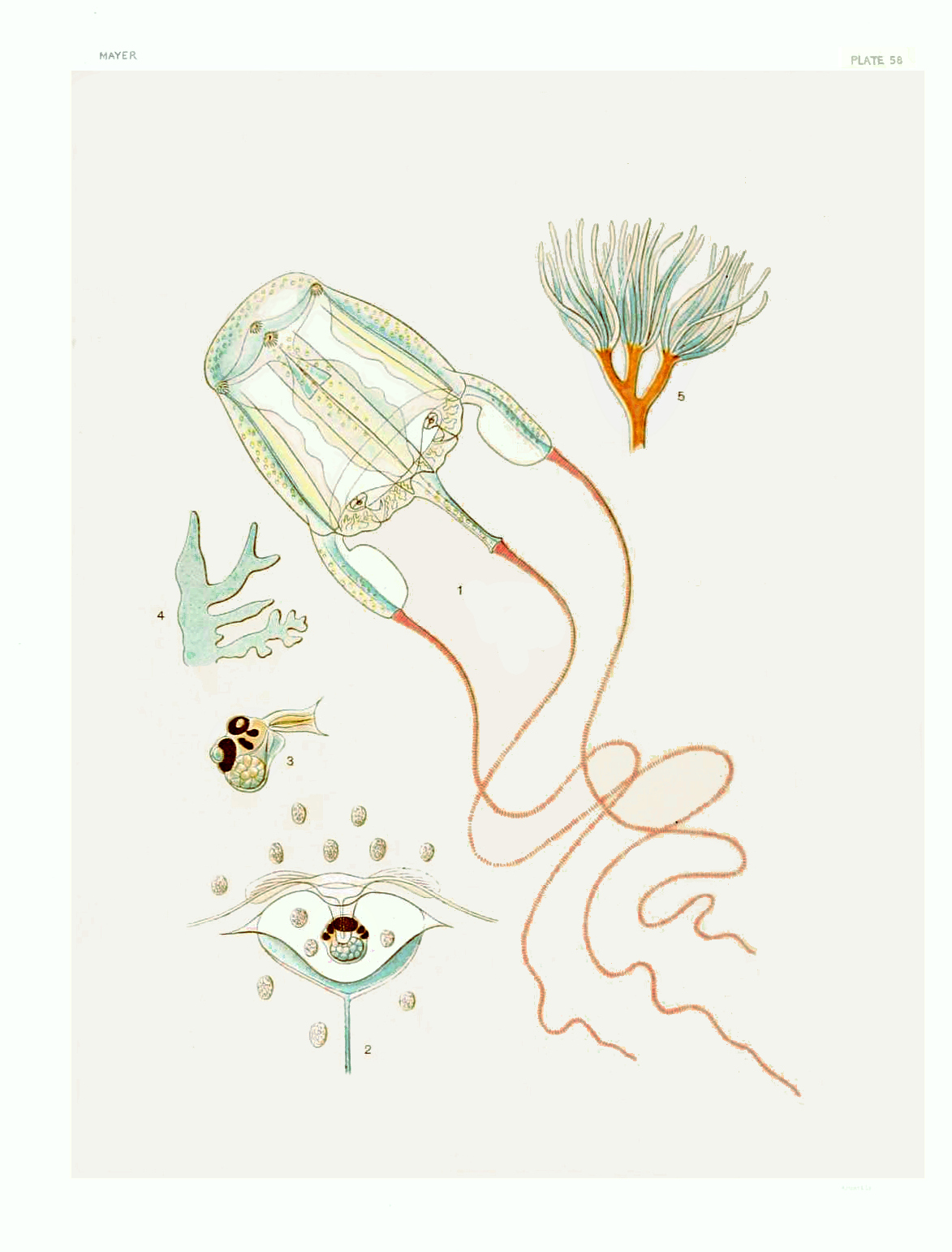
Divers stades de développement de Carybdea marsupialis.

L'estomac des espèces de ce genre n'est pas suspendu aux mésentères ; l'ouverture du rhopalium est en forme de « T », et ils possèdent trois lèvres.

## Liste des espèces
Selon World Register of Marine Species (11 mars 2021) :
- Carybdea arborifera Maas, 1897
- Carybdea aurifera Mayer, 1900
- Carybdea branchi Gershwin & Gibbons, 2009
- Carybdea brevipedalia Kishinouye, 1891
- Carybdea confusa Straehler-Pohl, Matsumoto & Acevedo, 2017
- Carybdea irregularis Straehler-Pohl, 2019
- Carybdea latigenitalia Kishinouyea, 1891
- Carybdea marsupialis (Linnaeus, 1758)
- Carybdea murrayana Haeckel, 1880
- Carybdea rastonii Haacke, 1886
- Carybdea wayamba Karunarathne & de Croos, 2020
- Carybdea xaymacana Conant, 1897

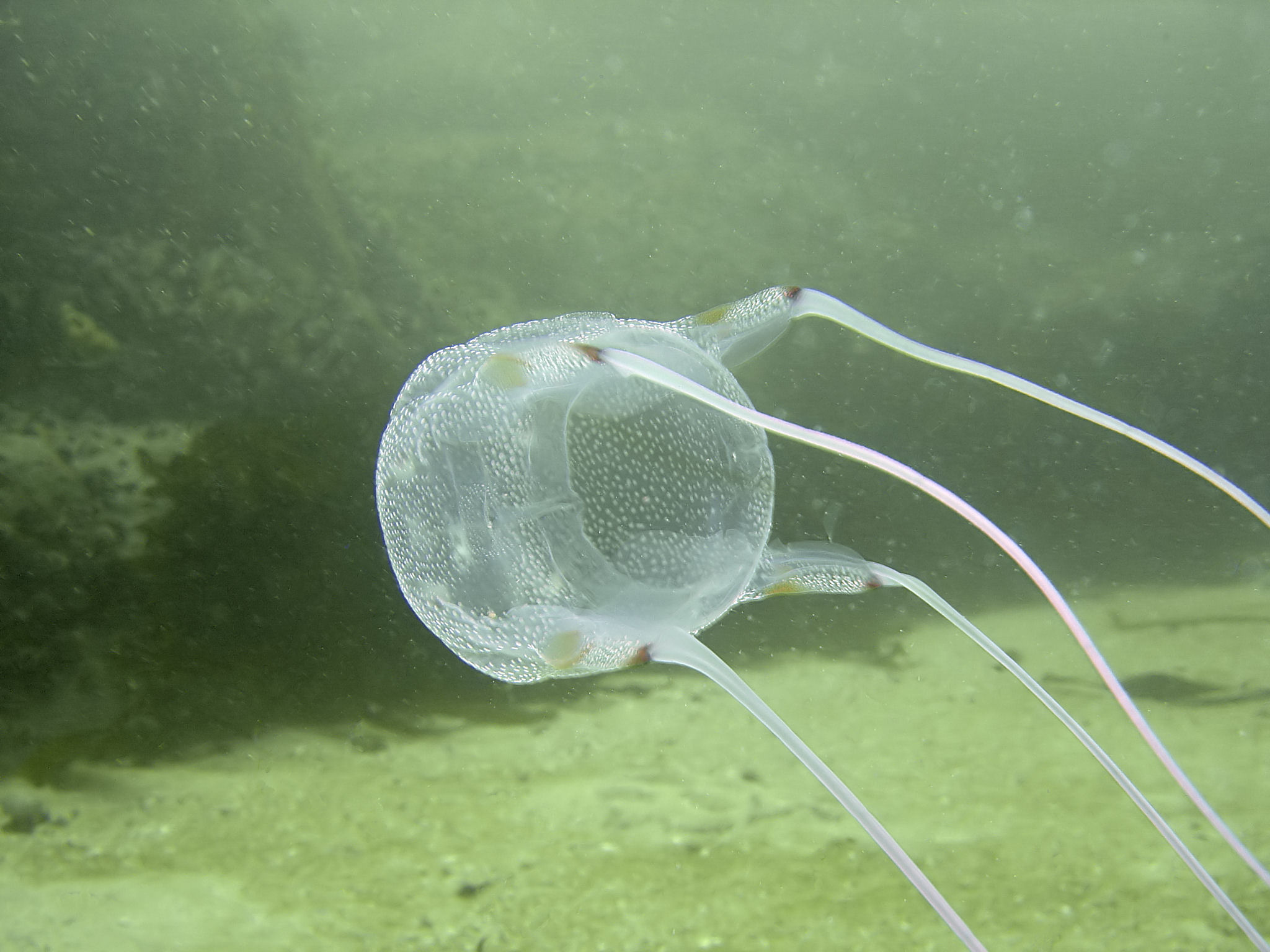
Carybdea branchi.
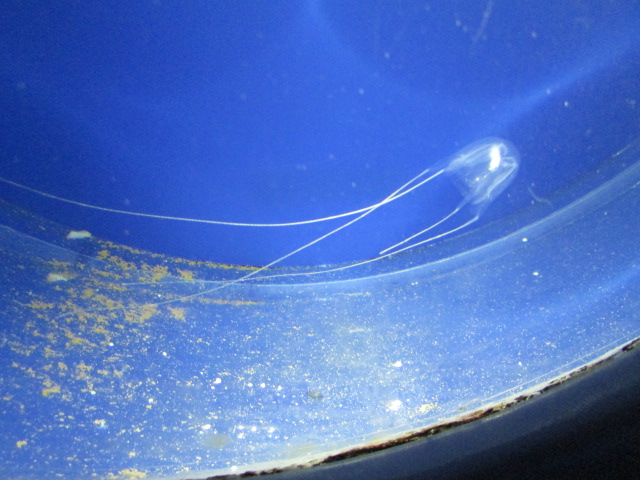
Carybdea brevipedalia.
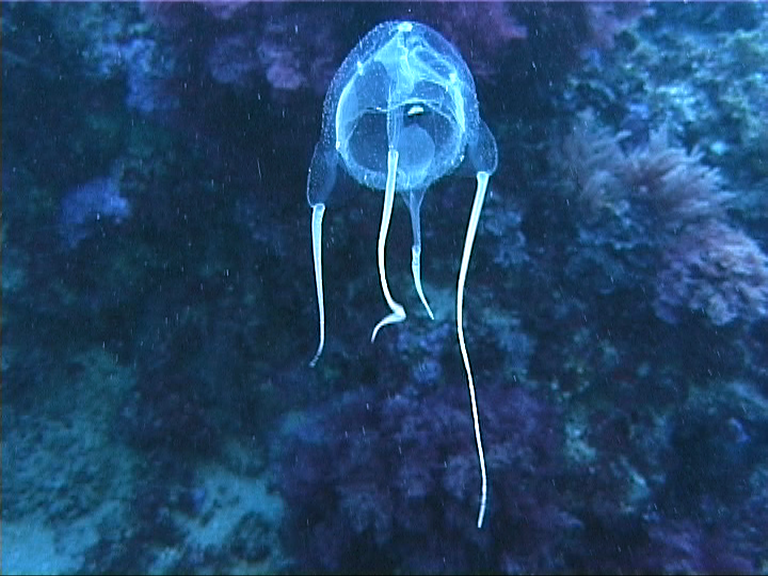
Carybdea marsupialis.
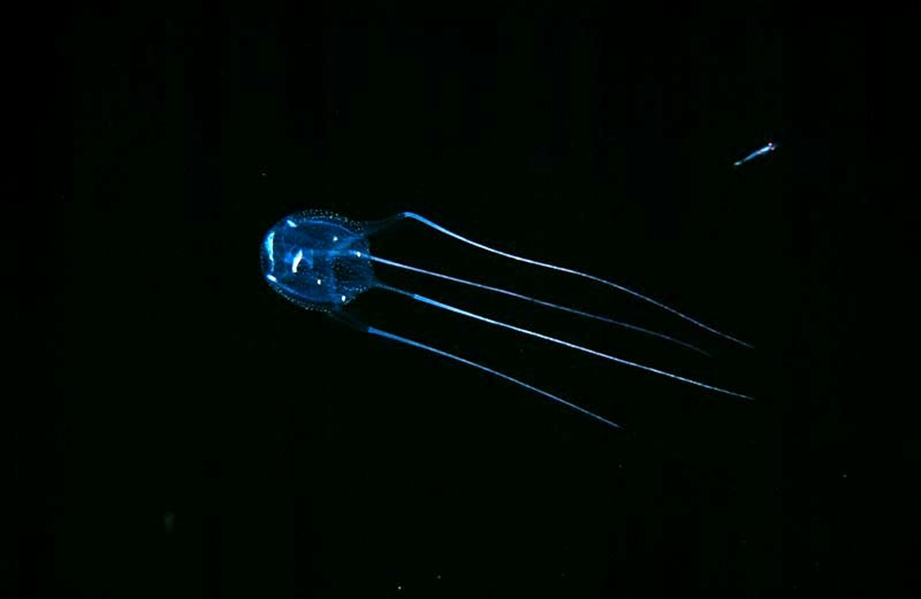
Carybdea rastoni.